# フランシス・クライン
フランツ・クライン または　フランシス・クライン（Franz Cleyn または Francis Cleyn 、1582年ころ - 1658年）はドイツ生まれの画家、版画家、タペストリーのデザイナーである。デンマークやイングランドで宮廷画家として働いた。

## 作品

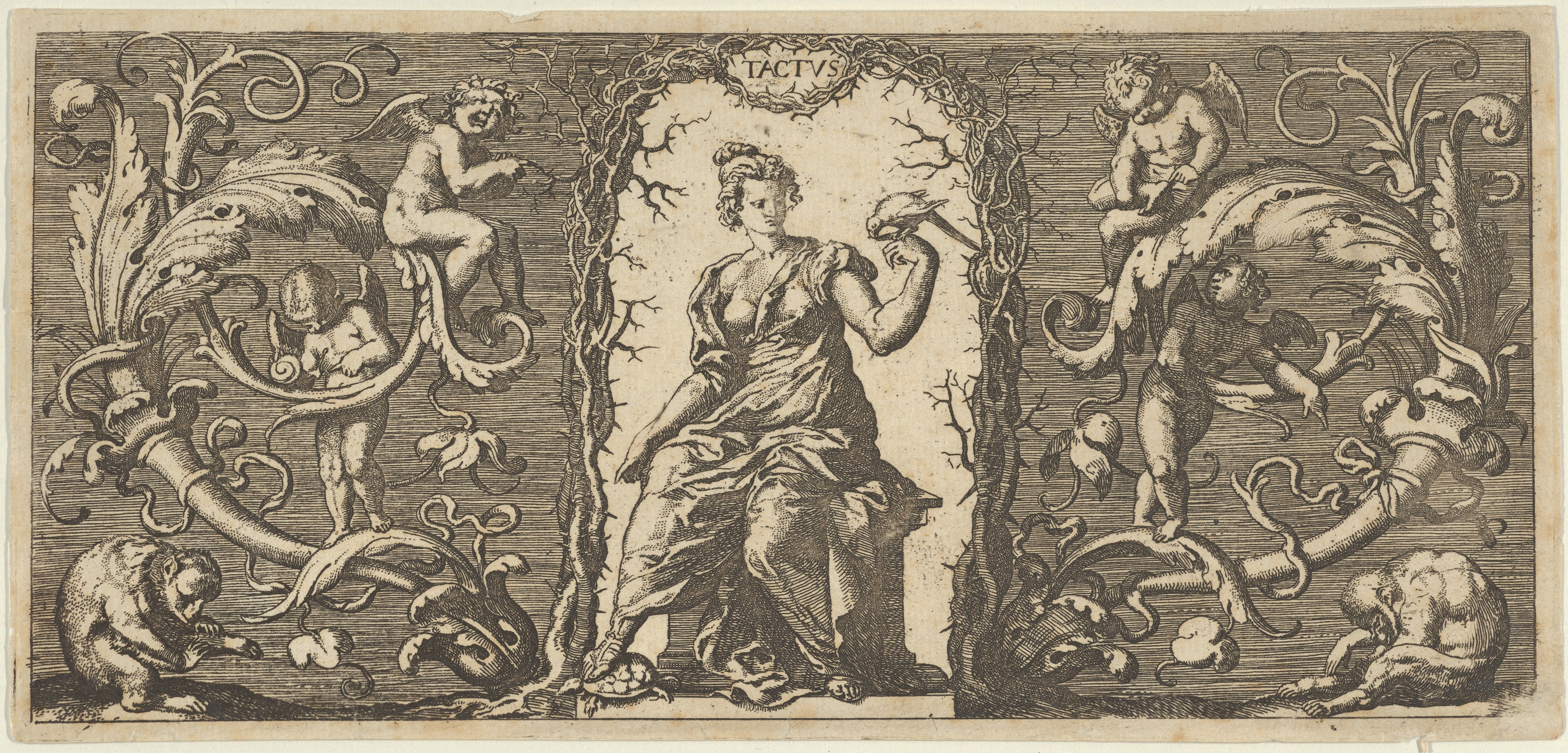
フランツ・クラインの版画作品(c.1655)

## 略歴
ドイツ北部の港町、ロストックで、金細工師の息子に生まれた。工芸の仕事を学んだ後、1599年からコペンハーゲンのデンマーク国王、クリスチャン4世の宮廷で働いた。1600年に国王の肖像画を描き、1611年には宮廷画家に任じられ、ローゼンボー城の改築に参加し、天井画や壁画などを描いた。イタリアへ修行の旅にでて、4年間、ローマやヴェネツィアに滞在した。デンマークに戻るとコペンハーゲンの市民権を得た。
1624年にデンマーク駐在のイギリス大使などの推薦状を携えて、イギリスを訪れた。当時皇太子であったチャールズ1世に評価され、チャールズ1世はデンマーク国王に手紙を書いて、クラインを宮廷画家にした。ロンドンのモートレイクのタペストリー工場のデザイナーとしても働いた。1625年にチャールズ1世は国王に即位した。クラインがデザインするタペストリーはフランスなどに輸出され人気になった。1630年代から版画の制作も始め、版画集を出版した。
1642年に始まるイングランド内戦でイングランドの王政が一時廃止され、王室からの俸給を失った。クラインは版画の仕事に集中し、多くの書籍の挿絵などを制作した。
クラインはモートレイクで亡くなった。
3人の息子と3人の娘がいて、2人の息子はフランツ・クラインの助手として働いた。肖像画家のウィリアム・ドブソンはフランツ・クラインの弟子であったと考えられている。